# 筒状飞轮蟹
筒状飞轮蟹（学名：Ixa cylindrus）为玉蟹科飞轮蟹属的动物。分布于澳大利亚、新加坡、泰国湾、印度、斯里兰卡、土耳其东南梅尔辛湾、东非、中華民國台灣以及中国大陆的广东、海南等地，生活环境为海水，多栖息于水深10-30米的粉沙质泥或具贝壳的海底上。其生存的海拔范围为-30至-10米。